# Gibea
Gibea (Vulgata: Gabaa; hebräisch „Hügel“) ist ein Ortsname, der in der hebräischen Bibel mehrmals auftritt. Es ist in der Forschung umstritten, ob die verschiedenen Nennungen denselben Ort bezeichnen und wo dieser zu finden ist.

## Nennungen in der Bibel
Orte mit dem Namen bzw. Namensbestandteil Gibea werden in erster Linie im 1. Buch Samuel erwähnt, und zwar sind dies diese:
- Gibeat-Elohim (גִּבְעַת הָאֱלֹהִים; in 1. Samuel 10,5 ),

- Gibea-Benjamin (גִּבְעַת בִּנְיָמִין ; in 1. Samuel 13,12 & 15 , 1. Samuel 14,16 ),

- Gibea-Saul (גִּבְעַת שָׁאוּל, in 1. Samuel 11,4 , 1. Samuel 15,34 , und Jesaja 10,29 EU).

- Gibea ohne Namenszusatz spielt zudem in  Richter 19-21  eine prominente Rolle.

Gibea-Saul soll die Residenzstadt von König Saul (um 1000 v. Chr.) gewesen sein.
Da "Gibea" die hebräische Bezeichnung für "Hügel" ist, und das israelische Hochland über weite Strecken hügelig ist, ist es glaubhaft, dass es sich um verschiedene Orte handelt und nicht alle Erwähnungen sich auf dieselbe Stadt beziehen.

### Schandtat von Gibea
Ri 19,15–30  erzählt von einem Leviten, der nach einem mehrtägigen Besuch seines Schwiegervaters mit seiner Nebenfrau, einem Knecht und Lasttieren von Bethlehem an Jerusalem vorbei nach Gibea im Stammesgebiet der Benjaminiter zieht und dort von einem alten Mann als Gast aufgenommen wird. Während des Abendessens umringen Stadtbewohner das Haus des Gastgebers und fordern: „Bring den Mann heraus, der in dein Haus gekommen ist; wir wollen unseren Mutwillen mit ihm treiben.“ Er lehnt mit Verweis auf das Gastrecht ab: „Nein, meine Brüder, so etwas Schlimmes dürft ihr nicht tun. Dieser Mann ist als Gast in mein Haus gekommen; darum dürft ihr keine solche Schandtat begehen.“ Er bietet stattdessen seine jungfräuliche Tochter und die Nebenfrau des Leviten an. Nachdem dieser seine Nebenfrau hinausbringt, vergewaltigen die Männer sie die ganze Nacht lang. Am Morgen findet ihr Mann sie tot vor der Haustür liegend und transportiert sie in seinen Heimatort. Dort zerteilt er sie in zwölf Stücke und schickt die Teile „in das ganze Gebiet Israels“, um zum Nachdenken über die Tat aufzurufen. Daraufhin beschließt der damalige Zwölfstämmebund der Israeliten einen Rachefeldzug gegen die Benjaminiter.

## Verortungen und Grabungen
Charles Warren führte 1868 in Tell el-Fūl an der nördlichen Stadtgrenze des modernen Jerusalem Grabungen durch. Es folgten Grabungen 1922–33 und 1964. Es wurden die Ecke einer Festung gefunden, die nach der Keramik um 1000 v. Chr. datiert. Kenneth A. Kitchen beschreibt den Fund als "Fort aus der Eisenzeit I, das später renoviert wurde ("II"), und noch später nicht mehr in Verwendung war". Die älteste Schicht könnte laut ihm das Gibea aus Richter 19-20  repräsentieren, das Fort sei von Saul erbaut worden.
Die Identifikation von Tell el-Ful mit Sauls Gibea durch William F. Albright wird von Teilen der Forschung angezweifelt, da die Funde aus der Eisenzeit I "vernachlässigbar" seien. Miller und Arnold schlagen vor, Gibea und das biblische Geba gleichzusetzen und dieses dementsprechend in Jaba' nordöstlich von Jerusalem zu verorten. Dieses weist deutlich mehr Funde aus Eisenzeit I auf. Ebenso wird die Möglichkeit in Betracht gezogen, König Sauls Machtzentrum habe sich in Gibeon (modernes el-Jib) befunden.